# تريفور سنكلير
تريفور سنكلير (بالإنجليزية: Trevor Sinclair)‏ (مواليد 2 مارس 1973) هو لاعب كرة قدم. يلعب مع منتخب إنجلترا لكرة القدم. سبق له أن لعب في كأس العالم لكرة القدم مع منتخب بلاده.

## مسيرته الكروية
لعب تريفور سنكلير خلال مسيرته الاحترافية مع 5 أندية في عشرون موسمًا وسجل خلالها 75 هدفًا ضمن 559 مباراة. ولم يفز بأي موسم بالكأس أو بالدوري.
خاض تريفور سنكلير مسيرته مع نادي بلاكبول في موسم 1989–90 ليلعب معه أربعة مواسم، مشاركًا في 112 مباراة سجل خلالها 15 هدفًا. ثم انتقل إلى نادي كوينز بارك رينجرز في موسم 1993–94 ليلعب معه خمسة مواسم، حيث شارك في 167 مباراة سجل خلالها 16 هدفًا. لينتقل بعدها إلى نادي وست هام يونايتد في موسم 1997–98 ليلعب معه ستة مواسم، مشاركًا في 177 مباراة سجل خلالها 38 هدفًا. ثم انتقل إلى نادي مانشستر سيتي في موسم 2003–04 ليلعب معه أربعة مواسم، مشاركًا في 82 مباراة سجل خلالها 5 أهداف. هذا وانتقل لاحقًا إلى نادي كارديف سيتي في موسم 2007–08 لمدة موسم واحد، مشاركًا في 21 مباراة سجل خلالها هدفًا واحدًا.

## روابط خارجية
- تريفور سنكلير على موقع الاتحاد الدولي (مؤرشف)  (الإنجليزية)
- تريفور سنكلير على موقع قاعدة بيانات كرة القدم.إي يو (الإنجليزية)
- تريفور سنكلير على موقع ناشيونال فوتبول تيمز (الإنجليزية)
- تريفور سنكلير على موقع Soccerbase.com (لاعب) (الإنجليزية)
- تريفور سنكلير على موقع Soccerway.com (الإنجليزية)
- تريفور سنكلير على موقع عالم كرة القدم.نت (الإنجليزية)
- تريفور سنكلير على موقع كووورة